# Чобану Микола Іванович
Мико́ла Іва́нович Чоба́ну (1 квітня 1994) — молодший лейтенант Збройних Сил України, учасник російсько-української війни, Герой України (2023).

## Життєпис
Микола Чобану народився в селі Нововасилівка Врадіївського району (з 2020 року — Врадіївської селищної громади Первомайського району) на Миколаївщині.
З першого дня повномасштабного російського вторгнення в Україну бере участь у бойових діях. Артилерійська батарея під його командуванням неодноразово знищувала ворожі артилерійські батареї, танки, іншу техніку й придушувала дії піхотних підрозділів противника. Під час ворожого обстрілу Микола Чобану зміг вивести в безпечний район свою артилерійську батарею без втрат особового складу та озброєння. Орден «Золота Зірка» отримав з рук Президента України Володимира Зеленського під час заходу з нагоди Дня Української Державності, що відбувся 28 липня 2023 року на Михайлівській площі в Києві.

## Нагороди і почесні звання
- Звання Герой України з врученням ордена «Золота Зірка» (8 липня 2023) — за особисту мужність і героїзм, виявлені у захисті державного суверенітету та територіальної цілісності України, самовіддане служіння Українському народові[4][5].
- Орден Богдана Хмельницького ІІ ст. (16 травня 2022) — за особисту мужність і самовіддані дії, виявлені у захисті державного суверенітету та територіальної цілісності України, вірність військовій присязі[6].
- Орден Богдана Хмельницького ІІІ ст. (15 квітня 2022) — за особисту мужність і самовіддані дії, виявлені у захисті державного суверенітету та територіальної цілісності України, вірність військовій присязі[7][8].
- Рішенням Первомайської міської ради № 5 від 29.08.2024 року присвоєне звання «Почесний громадянин міста Первомайська».[9]